# قتل‌عام تلاتلولکو
قتل‌عام تلاتلولکو (به انگلیسی: Tlatelolco massacre) در ۲ اکتبر ۱۹۶۸، ۱۰ روز قبل از آغاز بازی‌های المپیک تابستانی ۱۹۶۸ در مکزیکو سیتی رخ داد.
نیروهای مسلح مکزیک به روی شهروندان غیر مسلح در تظاهرات بزرگی در اعتراض به المپیک ۱۹۶۸ مکزیکو سیتی آتش گشودند که منجر به تعدادی نامعلوم بنا بر برخی روایات چند صد کشته گردید. این واقعه در میدان لاس ترس کولتوراس در ناحیه تلاتلولکو مکزیکو سیتی روی داد. وقایع به عنوان بخشی از جنگ کثیف مکزیک که دولت از نیروهای خود برای سرکوب مخالفان سیاسی استفاده می‌کرد دیده می‌شود.
رئیس اداره امنیت فدرال گزارش داد که ۱۳۴۵ نفر بازداشت شدند. در آن زمان، دولت و رسانه‌ها در مکزیک ادعا کردند که نیروهای دولتی توسط تظاهرکنندگانی که به آنها تیراندازی کردند تحریک شدند.

## تحقیقات و پاسخ‌ها
اما اسناد دولتی منتشر شده از سال ۲۰۰۰ نشان می‌دهند که تک تیراندازها توسط دولت به کار گرفته شده بودند. طبق آرشیو امنیت ملی ایالات متحده، کیت دایل، یک تحلیلگر ارشد سیاست ایالات متحده در آمریکای لاتین، مرگ ۴۴ تن را ثبت کرد؛ با این حال، برآورد تعداد تلفات واقعی بین ۳۰۰ تا ۴۰۰ تن بر حسب گواهی شاهدان عینی گزارش شده‌است.
در سال ۱۹۹۳، به مناسبت بیست و پنجمین سالگرد این واقعه یک بنای یادبود با نام برخی از دانشجویان و افرادی که در جریان این رویداد جان خود را از دست دادند، ساخته شد.
در سال ۱۹۹۸، رئیس‌جمهور ارنستو زیدیلو، در ۳۰مین سالگرد قتل‌عام تلاتلولکو، اجازه یک تحقیق کنگره در مورد رویدادهای ۲ اکتبر مجوز را صادر کرد.
با این حال، دولت حزب رادیکال انقلابی PRI همچنان به امتناع خود ادامه داد و مدارک رسمی دولتی در این باره را منتشر نکرد.
پس از گذشت سی سال در نهایت در سال ۲۰۰۱، رئیس‌جمهور ویسنته فاکس، رئیس‌جمهور که به ۷۰ سال سلطه PRI پایان داد، سعی کرد مسئله را حل کند که چه کسی به این قتل‌عام فرمان داده‌است. وی دستور داد که اسناد طبقه‌بندی شده مربوط به قتل‌عام سال ۱۹۶۸ را منتشر شود.
در سال ۲۰۰۲ رئیس‌جمهور فاکس، قاضی را منصوب کرد تا کسانی را که مسئول مرتکب قتل‌عام شده‌اند، محاکمه کند. در سال ۲۰۰۶، رئیس‌جمهور سابق لوئیس اچوریا به اتهام قتل‌عام دستگیر شد. با این حال، در ماه مارس سال ۲۰۰۹، پس از یک روند تجدید نظر پیچیده، اتهام نسل‌کشی علیه اچوریا رد شد.
در ۲ اکتبر ۲۰۰۸، دو راه‌پیمایی در مکزیکو سیتی به این مناسبت برگزار شد. در دسامبر ۲۰۰۸، سنای مکزیک دوم اکتبر را به عنوان روز ملی عزاداری نامگذاری کرد.